# Mont-Saint-Jean (Aisne)
Mont-Saint-Jean je francouzská obec v departementu Aisne v regionu Hauts-de-France. V roce 2011 zde žilo 79 obyvatel.

## Sousední obce
Aubenton, Blanchefosse-et-Bay (Ardensko), Brunehamel, Logny-lès-Aubenton, Hannappes (Ardensko), Rumigny (Ardensko)

## Vývoj počtu obyvatel
Počet obyvatel 